# Алькала-де-Енарес
Алькала́-на-Ена́ресі (ісп. Alcalá de Henares) — місто в Іспанії, в Мадридському автономному окрузі. Розташоване на берегах річки Енарес, за 31 км на північний схід від Мадрида. Засноване римлянами як поселення Комплутій. У V ст. стало столицею єпископства. У VIII ст. завойоване арабами; 1118 року відвойоване християнами-кастильцями. Відтоді входило до складу Мадридської провінції Кастильського королівства, було сеньйорією архієпископів Толедських. Від 1499 року стало центром Алькальського університету, одного з найбільших в Іспанії. Статус міста отримало 1687 року, за наказом іспанського короля Карла II. Головна окраса — Алькала-де-Енареський собор. 1988 року історичний центр міста внесений до списку Світової спадщини ЮНЕСКО. Населення — 204 574 жителів (на 1 січня 2009 року). Площа — 87,72 км². Батьківщина найвідомішого іспанського письменника Мігеля де Сервантеса.

## Назва
- Алькала́-де-Ена́рес (ісп. Alcalá de Henares, МФА: [alkaˈla ðe eˈnaɾes]) — українська транскрипція іспанської назви.
- Алькала́-на-Ена́ресі (ісп. Alcalá de Henares) — українська назва. Походить від назви річки Енарес. Використовується для розрізення з іншими численними Алькалами.
- Алькала́ (ісп. Alcalá) — скорочена назва. Походить від араб. القلعة, al-qalʿa, «замок». Найвідоміша з Алькал.
- Комплу́тій (лат. Complutum) — римська назва поселення, на основі якого виникла майбутня Алькала. Походить від лат. compluvium, «місце злиття [річок]»[2]

## Історія
Археологічні знахідки свідчать, що перші поселення в районі Алькали з'явилися щонайменше в епоху неоліту. У I столітті до н. е. римляни заснували тут місто Комплутій.
Місто розвивалося переважно завдяки вигідному положенню — у центрі Кастилії, на перехресті давніх важливих доріг (через нього королі Кастилії подорожували на південь).
20 травня 1293 року король Кастилії Санчо IV підписав указ про відкриття в місті Генеральних штудій, які були передані у ведення архієпископа і отримали благословення самого Папи Римського. Ці Генеральні студії стали фундаментом майбутнього університету, заснованого в 1499 році (за деякими джерелами — в 1496) кардиналом Сиснеросом (ісп. Cisneros).
В Алькалі відбулася перша зустріч тоді нікому не відомого мореплавця Христофора Колумба і католицьких королів Ізабелли і Фердинанда.
1687 року, за наказом Карла II, Алькала отримав статус міста.
У XVIII—XIX століттях місто занепало: університет в 1836 році перенесли в столицю, монастирі довкола розпродали землю, і містечко перетворилося на спальне передмістя Мадрида.
Саме біля Алькали сталися вибухи приміських поїздів 11 березня 2004 року.

## Освіта
- Алькальський університет (1499 — 1836)
- Новий «Алькальський університет» (з 1977)

## Визначні пам'ятки
Центр міста внесений до списку Світової спадщини ЮНЕСКО (в 1998 році). До основних пам'яток Алькали відносять соборну церкву, закладену в 1436 році і зведену в готичному стилі (вона сильно постраждала під час громадянської війни в Іспанії в 30-х роках XX століття), і архієпископську резиденцію, у якій нині зберігаються архіви інквізиції.
У церкві колегіуму Сан-Ільдефонсо знаходилася гробниця (пізніше її перенесли в Мадрид) кардинала Хіменеса, який в 1499—1509 роках заснував у місті університет, що був колись всесвітньо популярним. Його закрили в 1836 році і потім разом з бібліотекою перенесли до Мадрида.
Інші визначні пам'ятки:
- Ворота мучеників (ісп. Puerta de Martires)
- Університет і Коледж Сан-Ільдефонсо (ісп. Saint Ildefonso)
- Вулиця коледжів (ісп. Calle de los Colegios)
- Площа Сервантеса (ісп. Plaza de Cervantes)
- Вулиця Майор (ісп. Calle Mayor)
- Будинок Сервантеса (ісп. Casa Museo de Servantes)
- Кафедральний собор Святих дітей (ісп. Cathedral de los Santos Niños)
- Архієпископський палац (ісп. Palacio Arzobispal)
- Цистеріанський монастир Святого Бернарда (ісп. Monasterio в Museo de San Bernardo)
- Ораторія Святого Філіппа (ісп. Нері Oratorio de San Felipe Neri)

## Релігія
- Центр Алькала-де-Енареської діоцезії Католицької церкви.

## Персоналії

### Уродженці
- Катерина Арагонська (*1485) — англійська королева.
- Фердинанд I (*1503) — імператор Священної Римської імперії.
- Педро Сарм'єнто де Гамбоа — мореплавець.
- Мігель де Сервантес (*1547) — іспанський письменник.
- Дієго Лопес де Когол'юдо (*1613) — історик.